# صدف‌خوار چتم

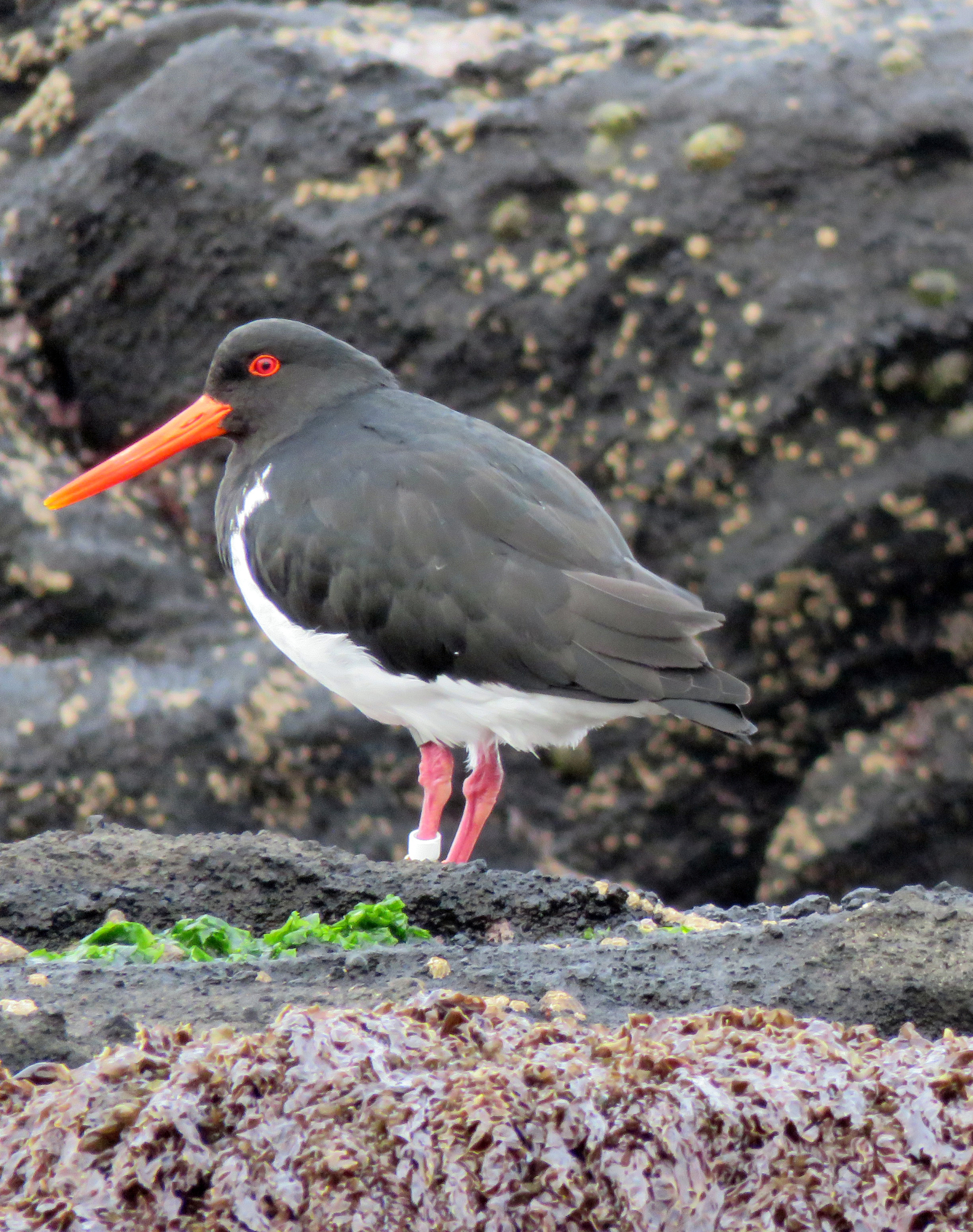
تصویری از صدف خوار چتِم

صدف‌خوار چتِم یا صدف‌خوار جزیرهٔ چتِم (نام علمی: Haematopus chathamensis) پرنده‌ای آبچر و گونه‌ای از خانوادهٔ صدف‌خواران است که بومی جزایر چتم نیوزیلند می‌باشد.
ورود جانوران شکارچی به جزیره سبب شد تا زندگی صدف‌خوار چتم به خطر افتد و اتحادیه بین‌المللی حفاظت از محیط زیست نام این پرنده را در فهرست گونه‌های در خطر انقراض قرار دهد. در سرشماری جمعیت باقی‌ماندهٔ صدف‌خواران چتم که در سال ۲۰۰۴ انجام گرفت تنها ۳۱۰ تا ۳۲۵ عدد از آنان شناسایی شد.